# 由布岳
由布岳（ゆふだけ、油布嶽）は、大分県由布市にある標高1,583メートルの活火山。山体が阿蘇くじゅう国立公園に指定されている。

## 概要
東峰と最高峰の西峰の2つのピークからなり、山頂には1583.28メートルの一等三角点（基準点名は「油布山」）がある。円錐形をしていることから、豊後富士とも称される。由布院盆地では、各所から由布岳の独特な山容を望むことができるため、ランドマーク的な存在となっており、別府湾からも鶴見岳の後方にその姿を望むことができる。

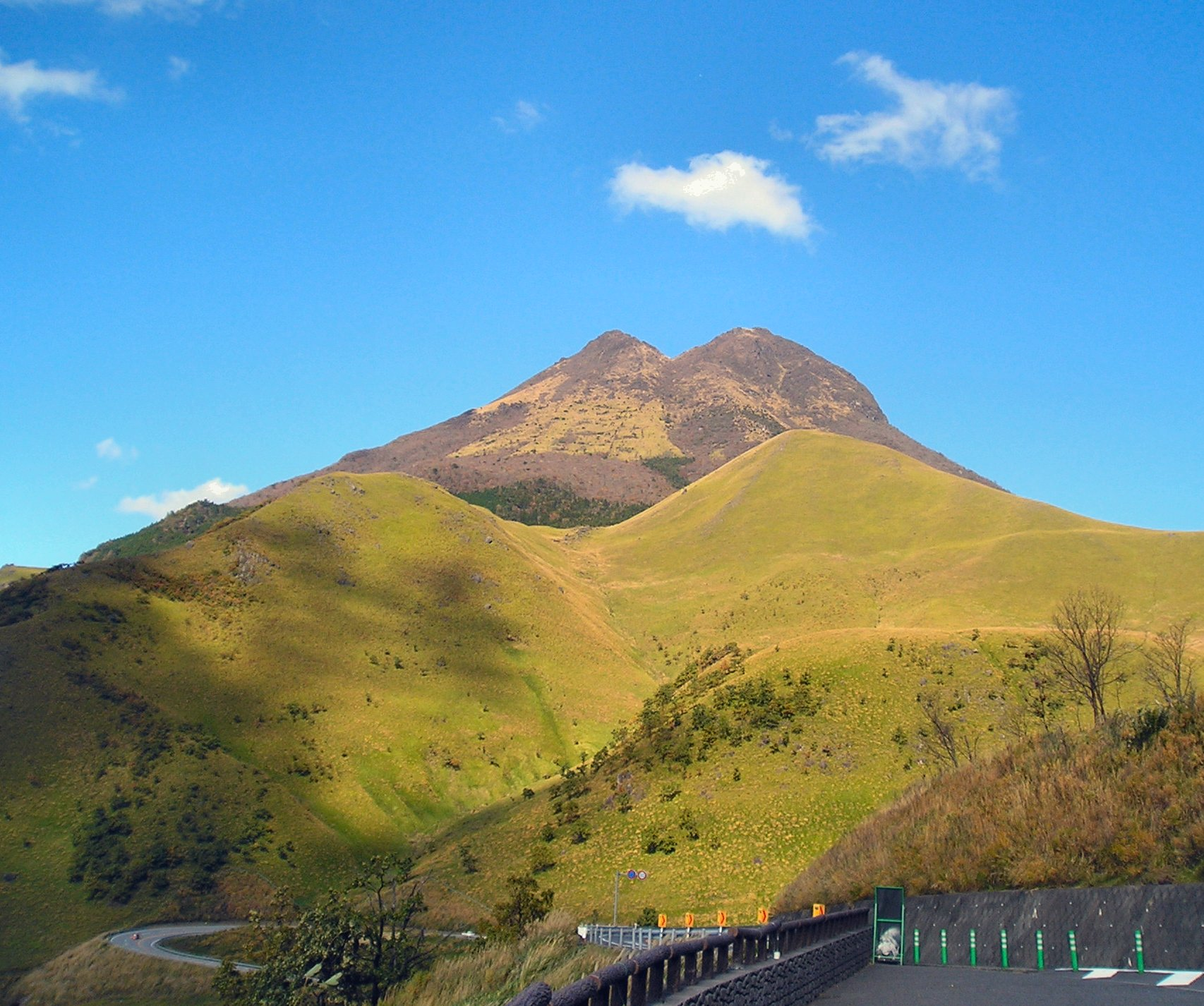
南南西にある狭霧台展望台より

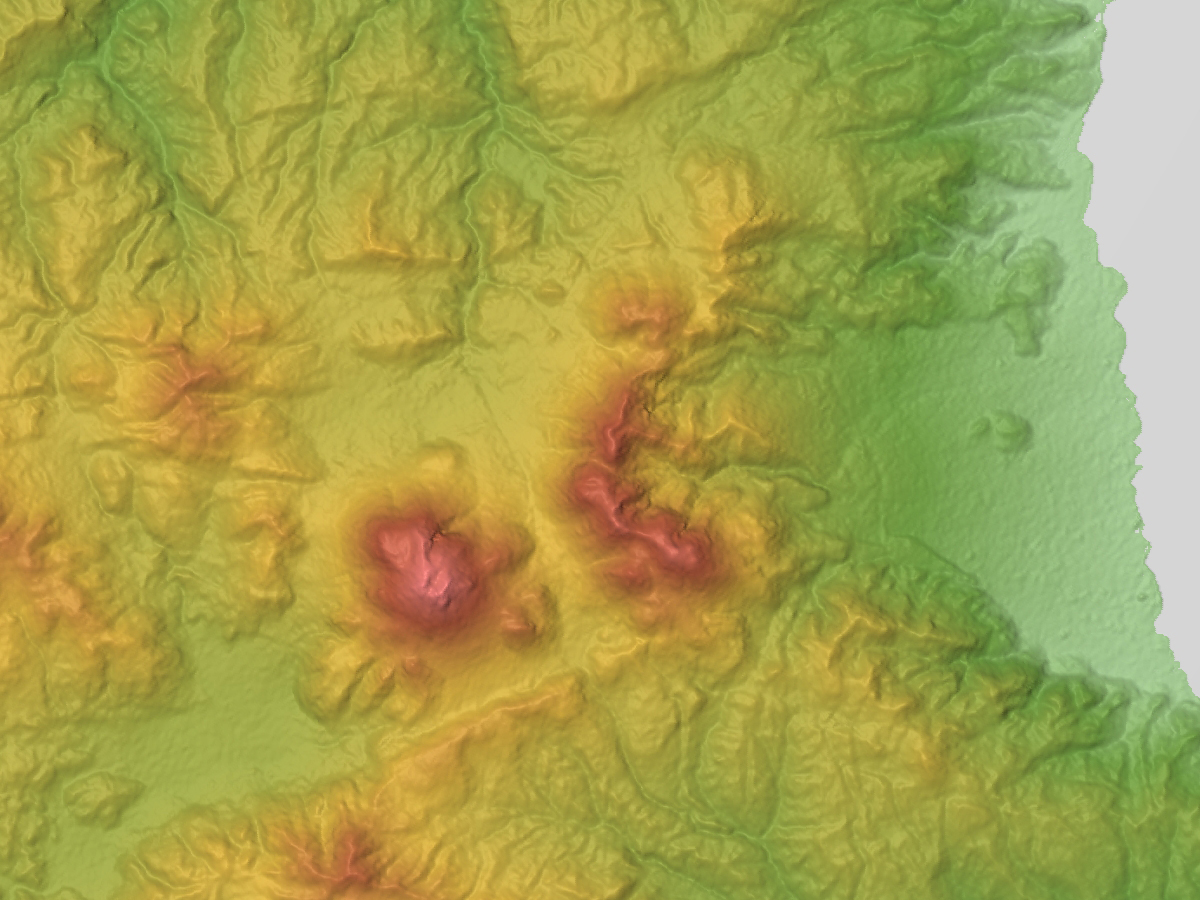
由布岳（左）と鶴見岳（右）周辺の地形図

古来より信仰の対象として崇められ、『古事記』や『豊後国風土記』にもその名が記されている。『豊後国風土記』では「柚冨峯」と表記されており、その頂上には石室があって常に氷が凍っており、夏を過ぎても溶けることがないと述べられている。「柚冨郷」の近くにあることが「柚冨峯」という山名の由来とされている。宇奈岐日女神社（式内社）の祭神であり、また、山岳仏教信仰の山としてかつては中腹に佛山寺（湯布院町）の伽藍があった。
府内大橋から眺めると由布岳と鶴見岳が並び稜線が透けたように見える。これは一番手前にある小鹿山の稜線が由布岳と鶴見岳の稜線に偶然にも合致しているためである。

## 火山活動
約9万年前に鶴見岳とほぼ同時期に火山活動を開始した火山で、主な岩石は安山岩およびデイサイトとなっている。山麓には由布院温泉をはじめとする温泉群が点在する。
最新の噴火は約2,200年前と推定されている。
この噴火では、まず由布岳の山体北西部が崩壊、0.04 km3に及ぶ土砂が山麓北側を流下した（塚原岩屑なだれ）。山体崩壊堆積物中には堆積温度が高温であったものも含まれることから、原因はマグマ貫入による山体の加熱・膨張・変形と考えられる。マグマ貫入による山体崩壊では、1956年ベズイミアニ山、1980年セントヘレンズ山などでブラストを伴っているが、由布岳の場合はブラストは確認されていない。これは、山体崩壊時のマグマ貫入の最浅深度が、前者二つは地表に近くであったのに対し、由布岳ではまだ比較的深部であったことと、貫入したマグマ自体の脱ガスが進んでいたためと推定される。
山体崩壊続いて、崩壊した山体部分に安山岩質の溶岩ドームが形成（池代溶岩ドーム）、馬蹄形地形が埋積していった。溶岩ドームの一部は北麓に流下し溶岩流を形成（池代溶岩）したり、複数回崩壊したりして火砕流が流下した（由布岳北麓火砕流）。続いて、由布岳山頂からも噴火が発生、溶岩ドームを形成し、西 - 南 - 東山麓に小規模な火砕流が流下した（由布岳南麓火砕流）。その後、断続的に山頂でのブルカノ式噴火が続き降下火砕物が堆積（由布岳火山灰）、現在の山頂火口が形成された。また、噴火後には北麓や南麓でラハールが発生した。この噴火の総噴出量0.175 km3 DREで、VEIは3と推定されている。
その後有史から現在に至るまで噴火活動は起きていない。

## 登山
深田久弥が日本百名山に入れなかったことを後悔した山といわれ、近年になって登山家である岩崎元郎が自身の新日本百名山の一座に選定した。また、日本二百名山のひとつにも、日本山岳会東九州支部が選定した大分百山にも選ばれている。
山頂からは日本百名山の九重山、祖母山、阿蘇山などが見え、天候がよければ大分県・福岡県境の英彦山、長崎県の雲仙岳まで見渡すことができる。頂上付近になるにつれて草木はまばらになるが、山頂にはミヤマキリシマも多く山麓の草原にはヒゴダイ、マツムシソウも多い。
主要な登山道は、中央（正面）登山口、西登山口、東登山口の3つがある。このうち最も登山客数が多いのが中央登山口で、駐車場が整備されていてバスも通っている。2つの山頂のうち最高点は西峰だが、岩場が入り組んでいる。山頂付近には火口の縁を回るお鉢巡りルートが設定されている。5月末から6月初めにかけてはミヤマキリシマが開花する。

## 関連画像

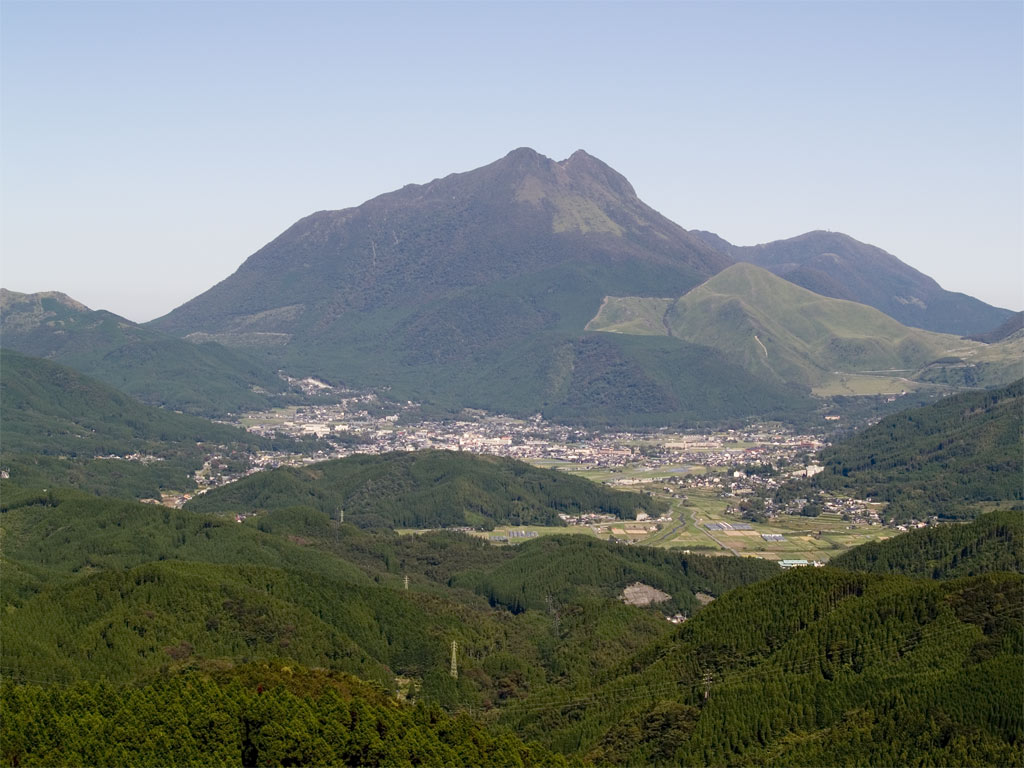
西南西にある野稲岳の蛇越展望所からの由布岳と由布院盆地、右後方は鶴見岳
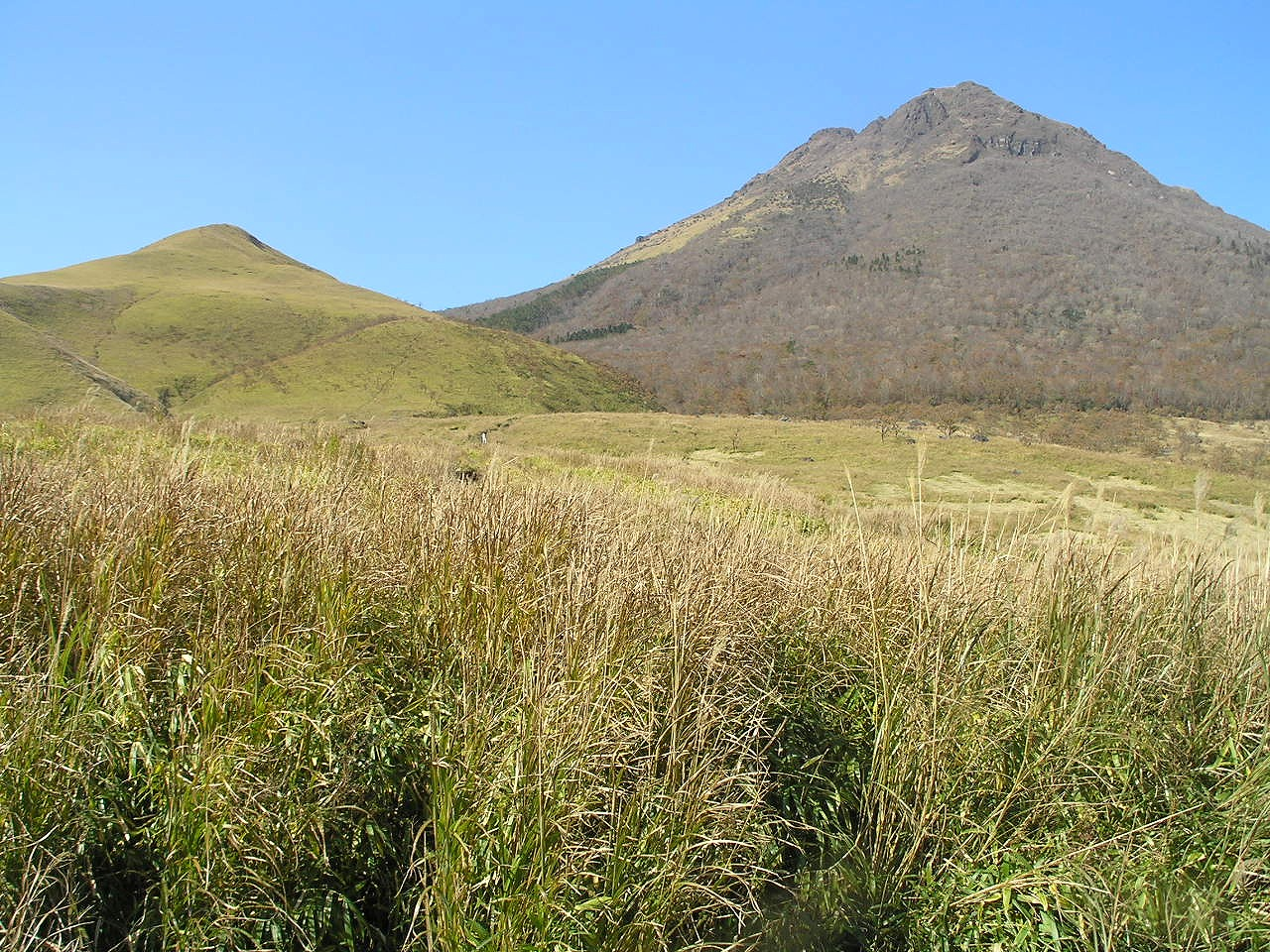
南より晩秋の由布岳
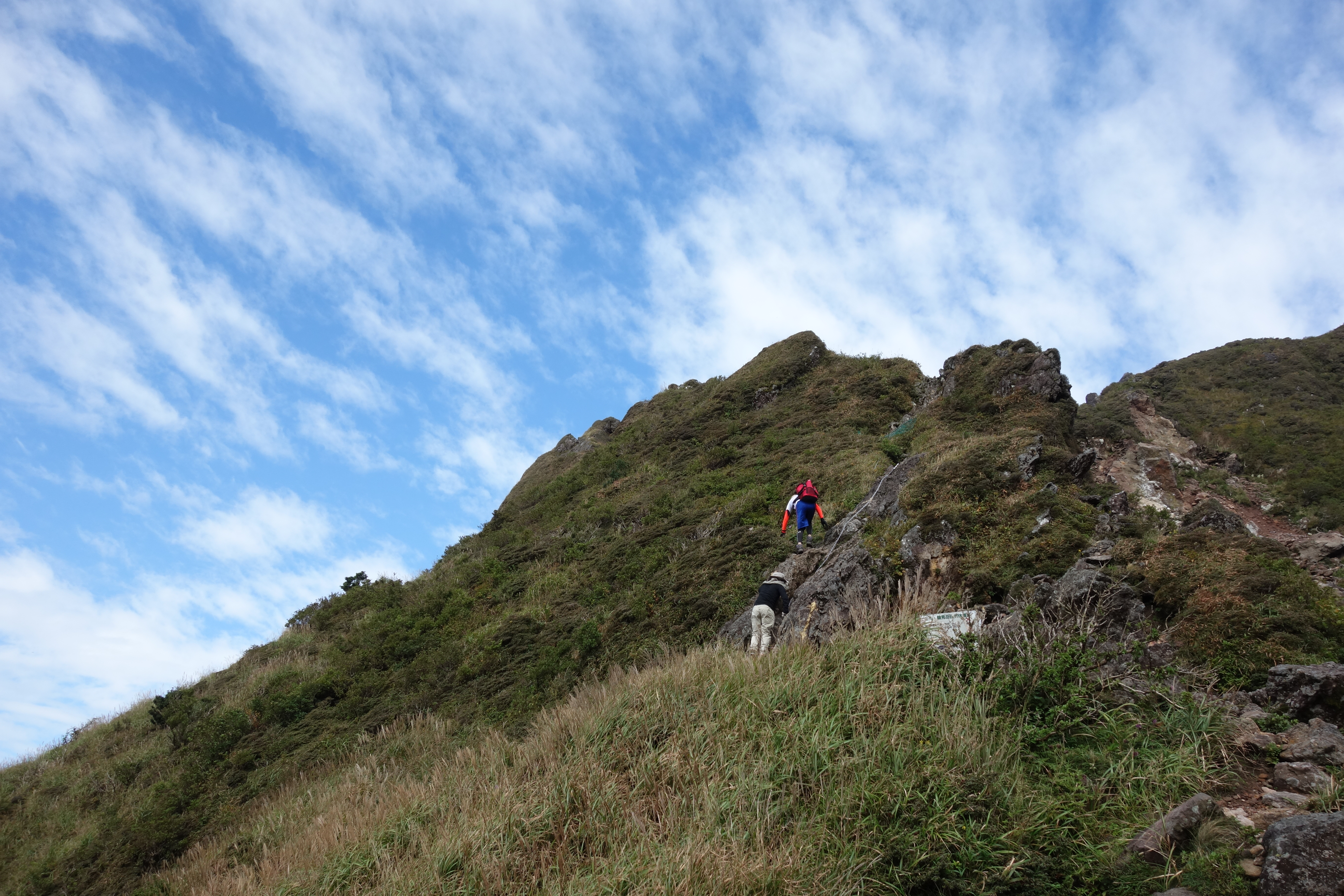
西峰へは厳しい鎖場が続く
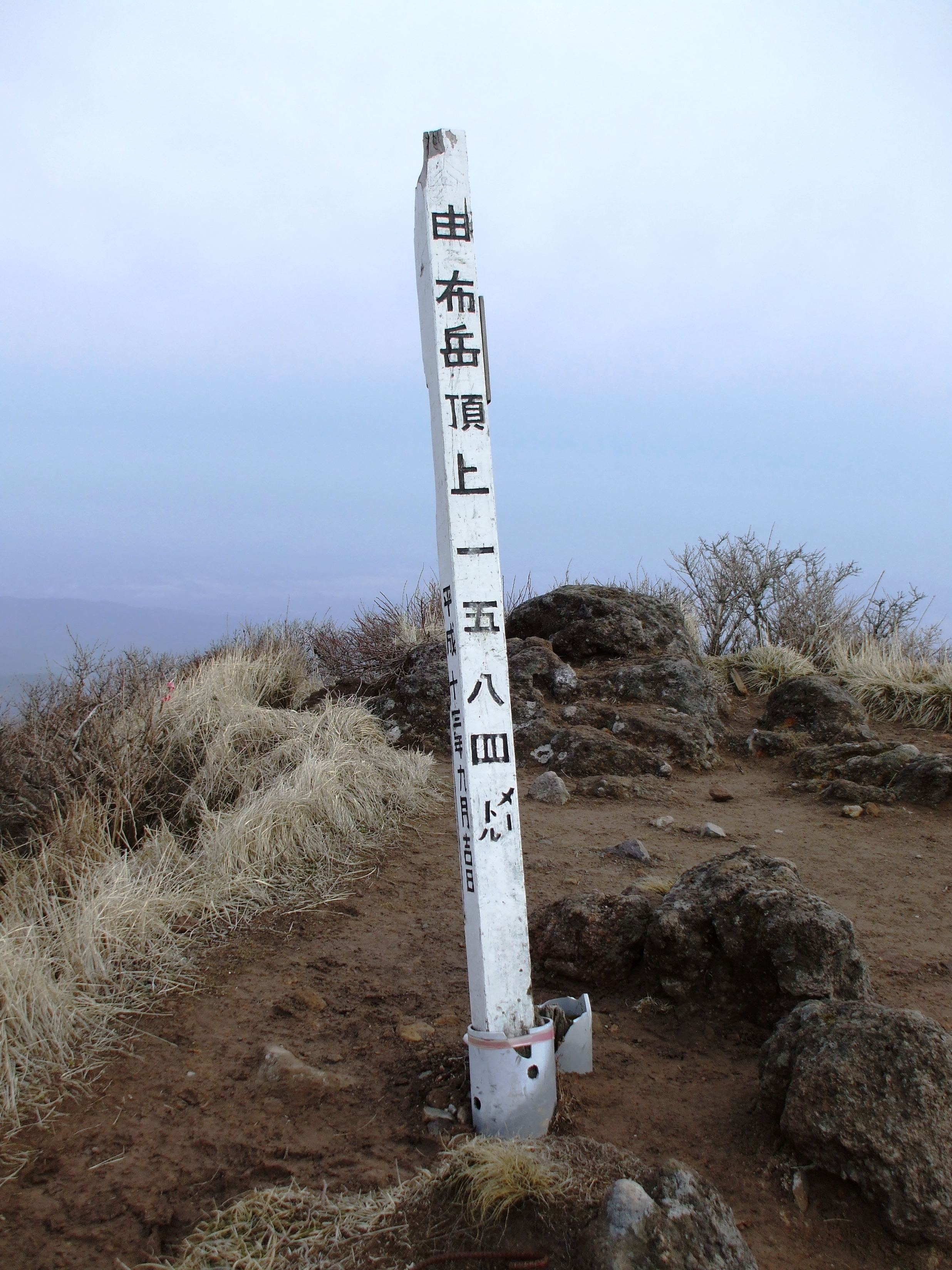
西峰山頂
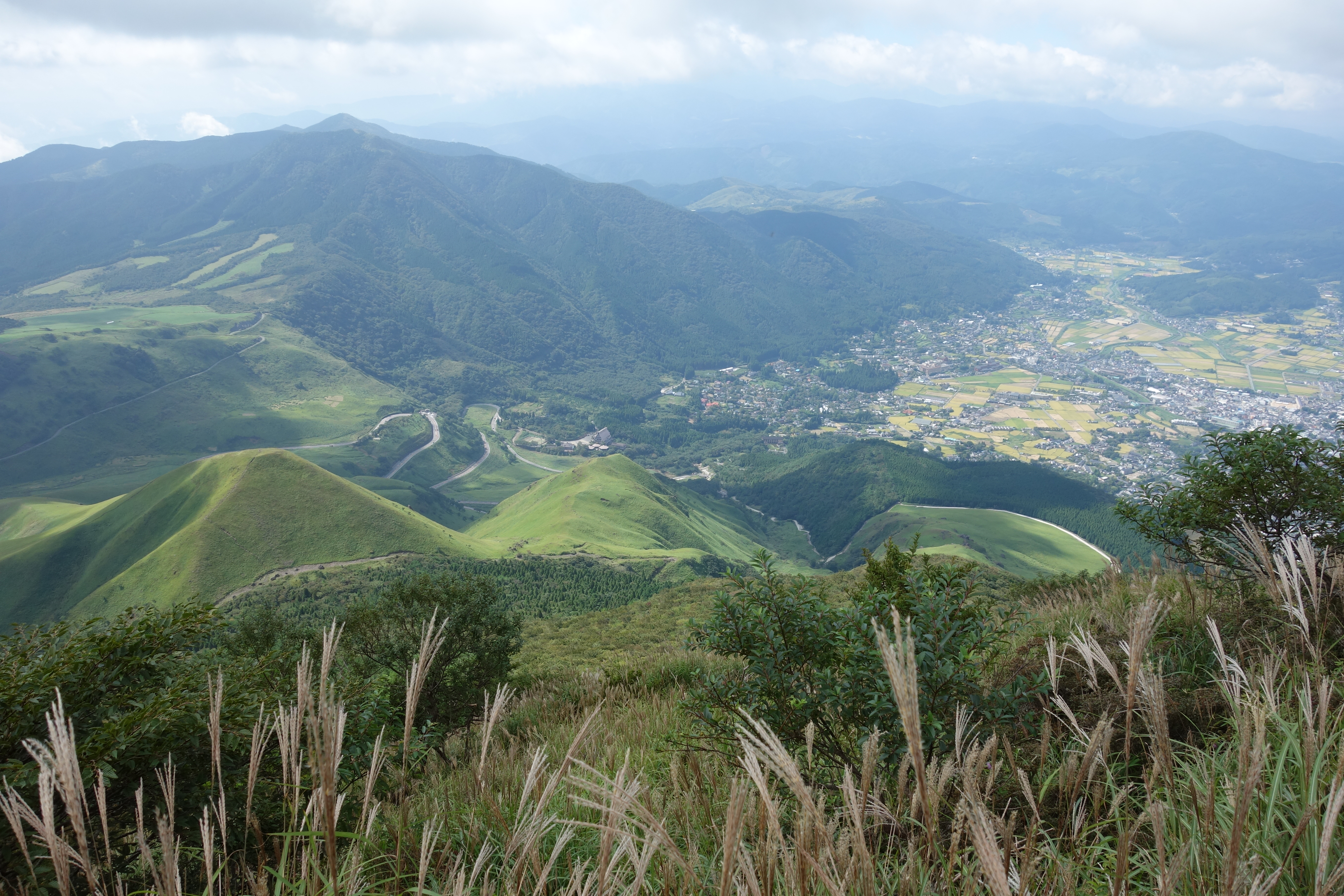
中腹から由布院盆地と湯布院の街
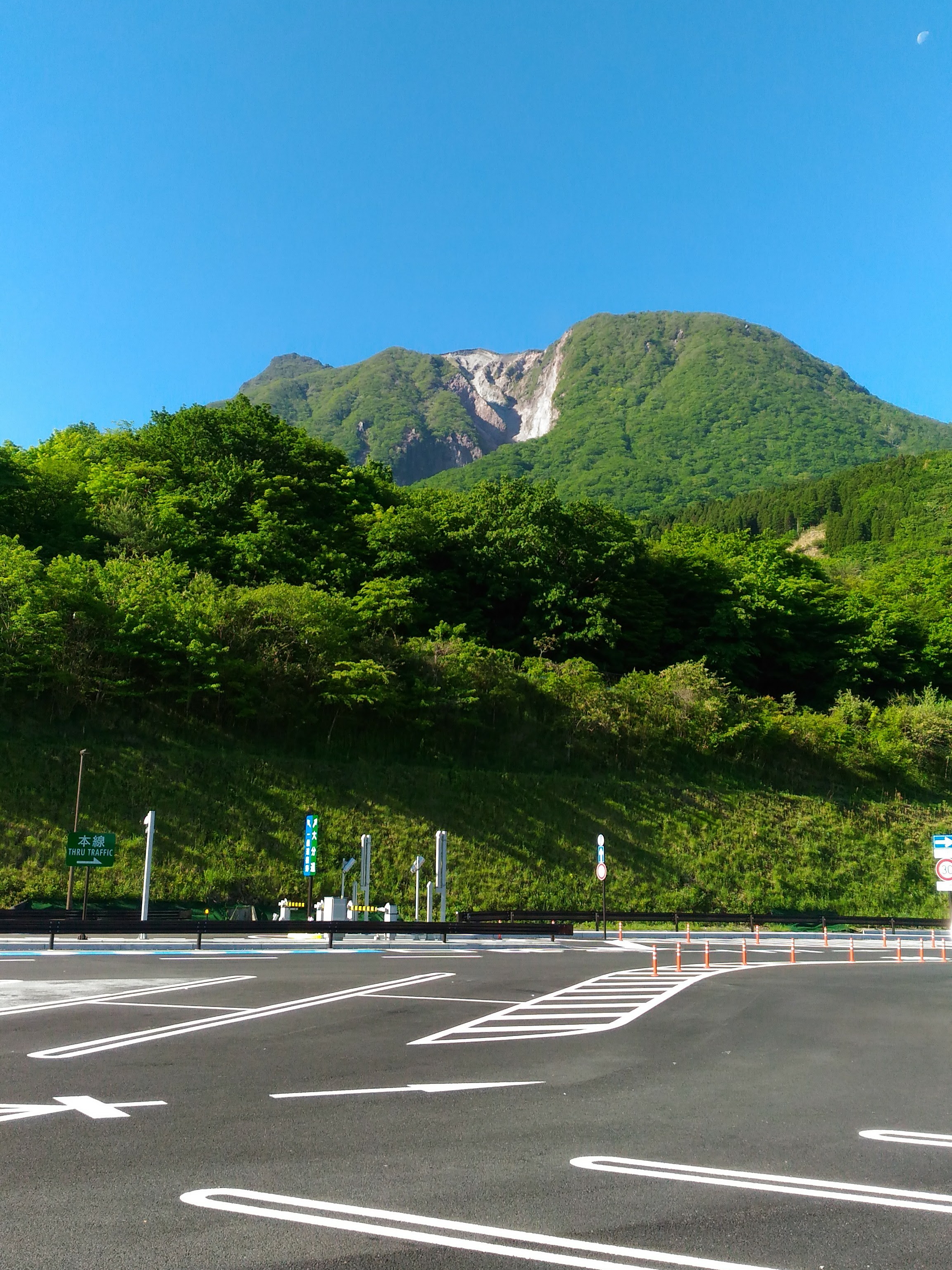
由布岳パーキングエリア（上り）より
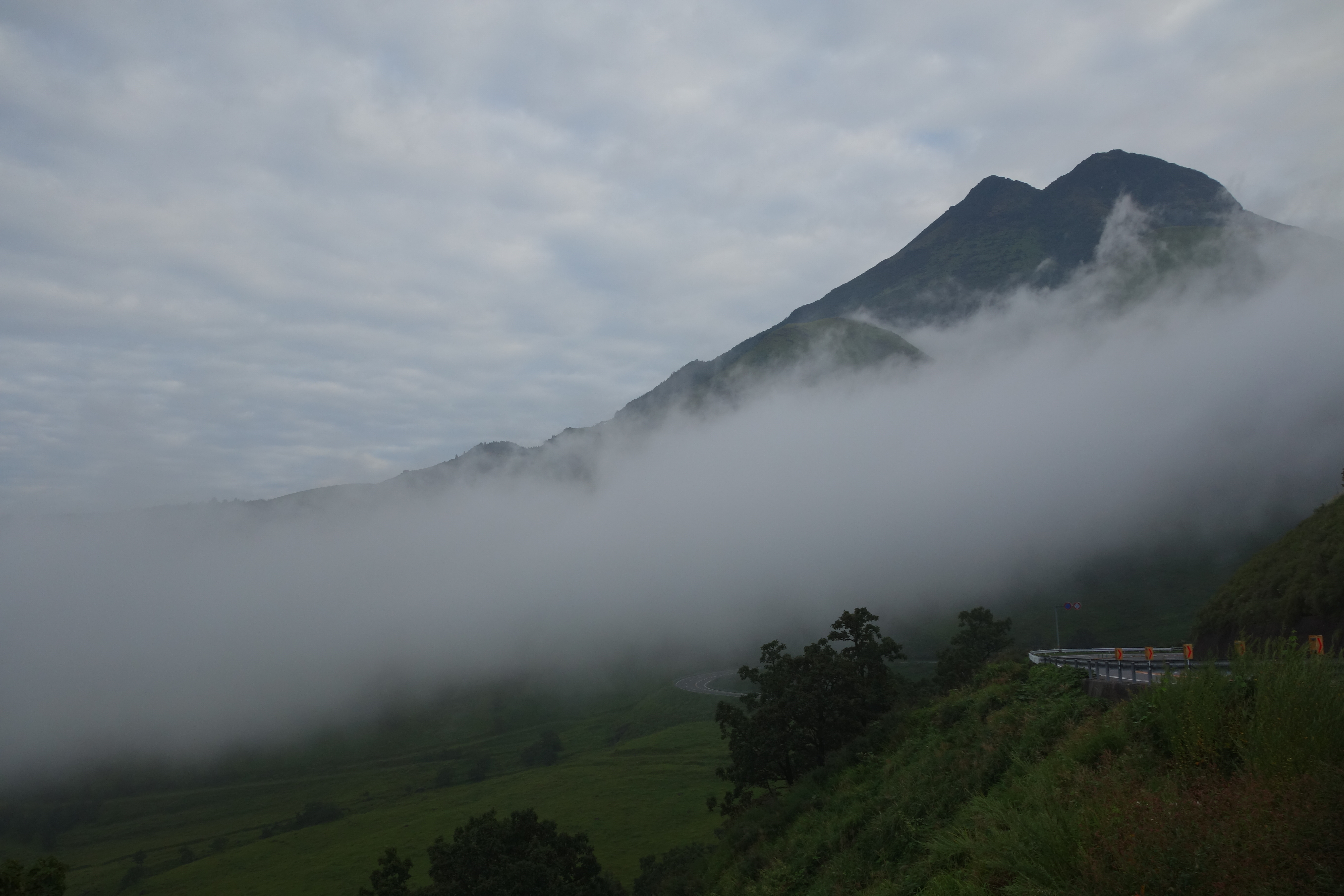
狭霧台からの由布岳

## アクセス
- JR久大本線由布院駅から亀の井バスに乗り、由布岳登山口下車
- 大分自動車道湯布院インターチェンジから車で約15分

## 周辺スポット
- 由布院温泉
- 別府温泉（別府八湯）
- 塚原温泉 - 全国屈指の酸性泉